# Orzinuovi (album)
Orzinuovi è un album del 1994, pubblicato dal gruppo di rock dialettale Charlie and the Cats, formato da Charlie Cinelli, Alan Farrington e Cesare Valbusa.
Il nome riprende quello del comune di Orzinuovi, in Provincia di Brescia.

## Tracklist
1. Orecia de hina (4:34)
2. Orzinuovi (4:45)
3. Aimen (hey man) (1:12)
4. La cariola (3:26)
5. Quando calienta el sol	(0:43)
6. Siamo fuori (4:46)
7. Mai uéi (my way) (2:12)
8. Imbarazzo (0:54)
9. Rocchenrol (3:46)
10. Mario	(0:55)
11. Bumba bumba (3:00)
12. Cicì ciciù (2:06)
13. Toto	(1:38)
14. Emilio		(4:49)
15. Ciciornia (2:55)
16. Aggettivi	(1:31)
17. Orango	(2:30)
18. Valtrumplinho	(0:55)